# Ґ
La Ґ és una lletra de l'alfabet ciríl·lic usat principalment en l'ucraïnès per indicar el so Oclusiu velar sonor [g] de l'alfabet fonètic internacional, corresponent al so de ga, go, gu en català. Com que el so [g] no és natural de l'idioma ucraïnès, la lletra s'usa principalment per a manlleus. Gràficament, és una modificació de la lletra Г, que en altres idiomes eslaus o idiomes que usen el ciríl·lic, normalment correspon al so [g], com és el cas del rus. En ucraïnès, però, aquesta última lletra, la Г, correspon al so [h] de l'alfabet fonètic internacional, és molt comuna i és un factor diferencial de l'idioma. El 1933, la lletra Ґ va ser prohibida sota Stalin, i d'aleshores fins al 1990, només es permetia l'ús d'una única lletra, la Г. La diàspora ucraïnesa la continuava emprant. El 1990, un any abans que Ucraïna declarés la seva independència, es va reintroduir, però els hàbits apresos durant anys de prohibició fan que s'usi encara poc avui dia, degut a la ignorància sobre el seu ús, problema que l'escolarització en ucraïnès acabarà per resoldre.
La lletra Ґ també s'usa en l'escriptura clàssica del belarús, el taraixkèvitsa (en belarús: Тарашкевіца, taraixkèvitsa), emprat fins al 1933, però la lletra ja no forma part de l'alfabet oficial. Tot i així, s'usa informalment per a distingir entre els sons de [g] i [h], aquest últim so apareixent principalment en manlleus.
Aquesta lletra també s'usa en l'idioma urum, un idioma túrquic relacionat amb el tàtar de Crimea i parlat a Ucraïna, i també per escriure el parlar gitano de Rússia.